# O Homem Livre
O Homem Livre foi um jornal criado em 1933 na cidade de São Paulo por um grupo de intelectuais antifascistas, entre os quais Benedito Geraldo Ferraz Gonçalves e Mário Pedrosa. Fundado em março, o periódico se tornou o principal órgão da Frente Única Antifascista (FUA), constituindo-se como seu mais importante veículo de propaganda antifascista e numa das principais estruturas de sociabilidade da intelectualidade progressista de São Paulo e do Rio de Janeiro, entre 1933 e 1934.
O jornal teve 22 edições, sendo a última de 24 de fevereiro de 1934. As edições tinham entre quatro, cinco e oito páginas, a depender das condições financeiras do periódico. Um dos destaques de O Homem Livre foi a sua qualidade técnica e editorial, como diagramação profissional, publicação de charges oriundas de jornais estrangeiros, ilustração de gravuras do artista plástico Lívio Abramo, uso de serviços de agências de notícias internacionais, seções fixas sobre artes plásticas, cinema, economia, cultura, ciências, entre outros. Essa qualidade devia-se ao fato de O Homem Livre ter sido produzido por jornalistas e gráficos profissionais, muitos dos quais ligados ao jornal Diário da Noite.

## História
O Homem Livre foi concebido e criado em março de 1933 por jornalistas do vespertino paulista Diário da Noite. Foram escolhidos o secretário de redação do Correio da Tarde, Benedito Geraldo Ferraz Gonçalves, como seu redator-chefe, pelo fato de não ser ligado a nenhuma organização política, o advogado José Pérez, como diretor-gerente, e Mário Pedrosa, como seu secretário. A primeira edição do jornal é datada de 27 de maio de 1933 e contou com artigos, assinados ou sob pseudônimos, de José Pérez, Mário Pedrosa, Lívio Xavier, Aristides Lobo, Goffredo Rosini, Geraldo Ferraz e Miguel Macedo, e foi ilustrada pelo gravador Lívio Abramo. Sua sede estava localizada na Rua São Bento, 58, 2º andar, no escritório dos advogados Bruno Barbosa e Silveira Melo, que também emprestavam seu telefone de trabalho e anunciavam seus serviços profissionais no jornal. Com a fundação da Frente Única Antifascista (FUA) em 25 de julho, O Homem Livre tornou-se o órgão de imprensa da FUA e o principal periódico de propaganda antifascista da esquerda paulista.
Nas cinco edições anteriores à fundação da FUA, O Homem Livre teve apenas quatro páginas, sendo publicado formato standard. A quinta edição, de 24 de junho, véspera da fundação da FUA, convocou os antifascistas para o evento do dia seguinte e anunciou que a partir da sexta edição, o jornal apresentaria novo formato, com maior número de páginas e seleção mais apurada de matéria, passando ao formato tabloide. Durante duas edições, a sexta e a sétima, o jornal passou a ter dois cadernos, totalizando oito páginas. O periódico, no entanto, foi marcado por uma série de problemas financeiros, de modo que as edições subsequentes, até a décima terceira, passaram a ter seis páginas. Os problemas acentuaram-se a partir da décima primeira edição, de 14 de agosto de 1933, quando José Pérez deixou o cargo de diretor-gerente e o Partido Socialista Brasileiro (PSB), que integrava a FUA e colaborava com O Homem Livre, passava por uma crise interna após a saída de seu patrono, Waldomiro Lima, da interventoria do partido. A sede do jornal mudou-se para a Rua do Carmo, 11, 1º andar, mas após a décima segunda edição, teve sua publicação interrompida até setembro. Em sua décima terceira edição, de 2 de setembro de 1933, o jornal mencionava seus problemas de periodicidade e conclamava seus leitores e simpatizantes a fazer uma lista de subscrição para a arrecadação de fundos. A partir da décima quarta edição, de 12 de setembro de 1933, o jornal voltou a ter apenas quatro páginas, e após a décima sétima, passou a ser publicado quinzenalmente. O jornal foi publicado pela última vez em 24 de fevereiro de 1934, em sua vigésima segunda edição.
Mesmo com todos os problemas financeiros, O Homem Livre apresentava qualidades técnicas e editoriais. Sua diagramação era profissional, publicava charges oriundas de jornais estrangeiros, era ilustrado com gravuras do artista plástico Lívio Abramo, utilizava-se dos serviços de agências de notícias internacionais, tinha seções fixas sobre artes plásticas, cinema, economia, cultura, ciências, entre outros. Essa qualidade do jornal devia-se ao fato dele ter sido produzido por jornalistas e gráficos profissionais, em sua maioria ligados ao Diário da Noite.
Segundo o historiador Ricardo Figueiredo de Castro, o jornal constituiu-se numa das várias estruturas de sociabilidade da intelectualidade progressista paulista e carioca entre 1933 e 1934, na qual interagiram intelectuais antifascistas de várias tendências políticas, entre jornalistas, advogados, estudantes, professores universitários e militantes. Em diversas ocasiões, colaboradores do periódico participaram de comícios, reuniões e conferências antifascistas, como a Conferência Anti-Integralista organizada pelo Centro de Cultura Social (CCS) paulista no dia 14 de novembro de 1933. Essa conferência contou com a participação de representantes de diversas correntes políticas da esquerda, como socialista Carmelo Crispino, o anarquista Hermínio Marcos e um representante do jornal O Homem Livre. O evento, realizado no salão da União das Classes Laboriosas, reuniu cerca de mil pessoas. Em meio à conferência aparecerem alguns integralistas a fim de tumultuá-la, no entanto, ao perceberem a quantidade de elementos antifascistas que ali se encontravam, retiraram-se e começaram a procurar reforços nas imediações, sendo repelidos por um grupo de trabalhadores.

## Política
O Homem Livre se preocupou, desde o início, em travar um combate propagandístico contra o fascismo em geral e os integralistas em particular, mas, também, em combater as posições da Internacional Comunista e do Partido Comunista do Brasil (PCB), que até então não haviam elaborado uma política antifascista. Para o PCB, o fascismo seria somente um reflexo da crise capitalista mundial, e que esta estaria gestando uma guerra imperialista contra a União Soviética. Urgia, pois, esperar pela guerra e transformá-la em uma guerra civil, que poderia criar as condições para o estabelecimento de um governo revolucionário. O Homem Livre, por sua vez, hegemonizado por militantes trotskistas da Liga Comunista (LC), preocupou-se em caracterizar o fascismo historicamente, descrevendo-o como um movimento reacionário e obscurantista, de ideologia pré-iluminista e inimigo dos valores democráticos, representando uma ameaça ao movimento operário organizado e às esquerdas. Dessa forma, logo em sua primeira edição, de 27 de maio de 1933, O Homem Livre deixava claro suas posições no editorial "Contra o Fascismo":
"É contra o fascismo, cuja ideologia medieval hoje se apresenta com feições internacionalizantes, que é preciso lutar ... O programa de "O Homem Livre" é lutar pelos ideais democráticos, contra o fascismo. Para a imensa maioria a democracia ainda não faliu. Contra os "duce" e os "führer" que logo vão se reclamar do direito divino lutam todos os que não querem ver de novo sobre a terra as fogueiras da inquisição, o predomínio de castas privilegiadas e a reescravização dos oprimidos."
A campanha de desmistificação do fascismo feita nas páginas de O Homem Livre teve no humor uma de suas principais estratégias, através da publicação de charges originalmente editadas em jornais estrangeiros, como o Daily Express e The Nation, e foram editados vários artigos que procuravam analisar o fascismo e o integralismo de forma satírica. O periódico também procurava denunciar as práticas fascistas e os meios de que o fascismo se utilizava para obter determinados resultados, como no artigo As Explorações Anti-Semitas Sobre os Protocolos dos Sábios de Sião, de José Pérez, publicado também na primeira edição do jornal, e que demonstrava a natureza racista do nazismo.
A partir do segundo semestre de 1933, o fascismo passou a ser tratado nas páginas de O Homem Livre como uma ameaça cada vez mais presente, graças ao crescimento da Ação Integralista Brasileira (AIB). A partir de outubro, a AIB tornou-se um tema recorrente do jornal. Na edição de 21 de outubro de 1933, o editorial demonstrou preocupação com os integralistas, clamando pela "organização imediata dos grupos de defesa”. Em suas últimas edições, os integralistas foram duramente atacados pelo jornal, que além disso, passou a ressaltar o aspecto caricatural e demagógico da AIB.